# Campionati svedesi di sci alpino 2001
I Campionati svedesi di sci alpino 2001 si svolsero a Tärnaby dal 30 al 31 marzo. Il programma incluse gare di discesa libera, supergigante, slalom gigante, slalom speciale e combinata, tutte sia maschili sia femminili.
Trattandosi di competizioni valide anche ai fini del punteggio FIS, vi parteciparono anche sciatori di altre federazioni, senza che questo consentisse loro di concorrere al titolo nazionale svedese.

## Risultati

### Uomini

#### Discesa libera
| Pos. | Atleta         | Nazione |
| ---- | -------------- | ------- |
| 1    | Tobias Hellman | Svezia  |
| 2    | ?              | ?       |
| 3    | ?              | ?       |

#### Supergigante
| Pos. | Atleta         | Nazione |
| ---- | -------------- | ------- |
| 1    | Anders Nilsson | Svezia  |
| 2    | ?              | ?       |
| 3    | ?              | ?       |

#### Slalom gigante
| Pos. | Atleta                  | Nazione | Tempo   |
| ---- | ----------------------- | ------- | ------- |
| 1    | Anders Holmström        | Svezia  | 2:27,06 |
| 2    | Pierre Olsson           | Svezia  | 2:27,82 |
| 3    | Bo Hammarberg           | Svezia  | 2:28,22 |
| 4    | Mattias Eriksson (1977) | Svezia  | 2:28,46 |
| 5    | Pär Abersten            | Svezia  | 2:28,66 |
| 6    | Nicklas Nääs            | Svezia  | 2:28,49 |
| 7    | Mattias Eriksson (1973) | Svezia  | 2:29,05 |
| 8    | Jesper Brugge           | Svezia  | 2:29,42 |
| 9    | Johan Brolenius         | Svezia  | 2:29,50 |
| 10   | Björgvin Björgvinsson   | Islanda | 2:29,53 |

Data: 30 marzo

#### Slalom speciale
| Pos. | Atleta              | Nazione | Tempo   |
| ---- | ------------------- | ------- | ------- |
| 1    | Martin Hansson      | Svezia  | 1:39,49 |
| 2    | Markus Larsson      | Svezia  | 1:39,63 |
| 3    | Jesper Brugge       | Svezia  | 1:39,68 |
| 4    | Alexander Feinestam | Svezia  | 1:39,92 |
| 5    | Nicklas Nääs        | Svezia  | 1:40,15 |
| 6    | Gustav Lindner      | Svezia  | 1:40,23 |
| 7    | Anders Holmström    | Svezia  | 1:40,54 |
| 8    | Per Rönnmark        | Svezia  | 1:40,94 |
| 9    | Fredrik Steinwall   | Svezia  | 1:41,10 |
| 10   | Lars Lewén          | Svezia  | 1:41,26 |

Data: 31 marzo

#### Combinata
| Pos. | Atleta              | Nazione |
| ---- | ------------------- | ------- |
| 1    | Alexander Feinestam | Svezia  |
| 2    | ?                   | ?       |
| 3    | ?                   | ?       |

### Donne

#### Discesa libera
| Pos. | Atleta      | Nazione |
| ---- | ----------- | ------- |
| 1    | Anja Pärson | Svezia  |
| 2    | ?           | ?       |
| 3    | ?           | ?       |

#### Supergigante
| Pos. | Atleta    | Nazione |
| ---- | --------- | ------- |
| 1    | Nike Bent | Svezia  |
| 2    | ?         | ?       |
| 3    | ?         | ?       |

#### Slalom gigante
| Pos. | Atleta           | Nazione   | Tempo   |
| ---- | ---------------- | --------- | ------- |
| 1    | Janette Hargin   | Svezia    | 2:30,96 |
| 2    | Anja Pärson      | Svezia    | 2:31,57 |
| 3    | Ylva Nowén       | Svezia    | 2:32,04 |
| 4    | Jenny Owens      | Australia | 2:33,72 |
| 5    | Anna Ottosson    | Svezia    | 2:33,76 |
| 6    | Nina Mulej       | Slovenia  | 2:35,06 |
| 7    | Nina Hansson     | Svezia    | 2:35,53 |
| 8    | Kristina Hultdin | Svezia    | 2:35,99 |
| 9    | Susanne Ekman    | Svezia    | 2:36,18 |
| 10   | Christine Hargin | Svezia    | 2:36,81 |

Data: 30 marzo

#### Slalom speciale
| Pos. | Atleta          | Nazione | Tempo   |
| ---- | --------------- | ------- | ------- |
| 1    | Susanne Ekman   | Svezia  | 1:40,28 |
| 2    | Anja Pärson     | Svezia  | 1:41,75 |
| 3    | Erika Forss     | Svezia  | 1:43,57 |
| 4    | Anna Ottosson   | Svezia  | 1:43,59 |
| 5    | Sophia Bäck     | Svezia  | 1:43,89 |
| 6    | Marie Älvstrand | Svezia  | 1:44,13 |
| 7    | Karin Huttary   | Svezia  | 1:45,12 |
| 8    | Nike Bent       | Svezia  | 1:45,44 |
| 9    | Elin Haag       | Svezia  | 1:45,50 |
| 10   | Sofie Olofsson  | Svezia  | 1:45,57 |

Data: 31 marzo

#### Combinata
| Pos. | Atleta      | Nazione |
| ---- | ----------- | ------- |
| 1    | Anja Pärson | Svezia  |
| 2    | ?           | ?       |
| 3    | ?           | ?       |